# 창녕 영산 신씨고가1
창녕 영산 신씨고가1(昌寧 靈山 辛氏古家1)은 대한민국 경상남도 창녕군 영산면 교리에 있는 건축물이다.
1985년 1월 23일 경상남도의 문화재자료 제109호 창녕 영산 교리 신씨고가으로 지정되었다가, 2018년 12월 20일 현재의 명칭으로 변경되었다.

## 개요
약 200년전 영산 신씨들이 살던 집으로 안채와 사랑채가 앞뒤로 나란히 서 있다.
안채와 사랑채가 각각 ㅁ자, ㄷ자 모양의 독립된 공간으로 나뉘어 남녀가 사용하는 공간 구별이 뚜렷하다. 전형적인 부농 민가 형식을 지니고 있으며 유교적 전통을 엿볼 수 있는 가옥이다.

## 참고 자료
- 창녕 영산 신씨고가1 - 국가유산청 국가유산포털